# Episemasia morbosa
Episemasia morbosa är en fjärilsart som beskrevs av George Duryea Hulst 1896. Episemasia morbosa ingår i släktet Episemasia och familjen mätare. Inga underarter finns listade i Catalogue of Life.